# Supergirl (2.ª temporada)
A segunda temporada da série de televisão estadunidense Supergirl, que é baseada na personagem da DC Comics Supergirl / Kara Zor-El, uma super-heroína que é prima do Superman e um dos últimos kryptonianos sobreviventes.
A temporada foi encomendada em maio de 2016 e, ao contrário da primeira temporada que foi ao ar na CBS, esta temporada foi escolhida pela The CW. Enquanto a primeira temporada foi filmada em Los Angeles, começando com esta temporada as filmagens foram transferidas para Vancouver, para reduzir os altos custos de produção da série. A temporada foi filmada de julho de 2016 a abril de 2017. Ao lado de Melissa Benoist, que protagoniza o papel principal, os membros do elenco principal Mehcad Brooks, Chyler Leigh, Jeremy Jordan e David Harewood voltam da primeira temporada e se juntam a Chris Wood e Floriana Lima.
A temporada estreou na The CW em 10 de outubro de 2016 e durou até 22 de maio de 2017, em 22 episódios. Recebeu aclamação da crítica geral, sendo visto como uma melhoria em relação à primeira temporada. A série foi renovada para uma terceira temporada em 8 de janeiro de 2017.

## Episódios
| N.º na série | N.º na temp. | Título                                                               | Dirigido por                   | Escrito por                                                                                      | Exibição original       | Audiência (milhões) |
| --- | ------------ | -------------------------------------------------------------------- | ------------------------------ | ------------------------------------------------------------------------------------------------ | ----------------------- | ------------------- |
| 21 | 1            | "The Adventures of Supergirl" "(As Aventuras de Supergirl)" (BR)     | Glen Winter                    | História por : Greg Berlanti & Andrew Kreisberg Roteiro por : Andrew Kreisberg & Jessica Queller | 10 de outubro de 2016   | 3.06                |
| Kara encontra um jovem desconhecido deitado inconsciente na cápsula e o leva para o DOE. Ela se prepara para um encontro com James, enquanto uma nave espacial comercial chamada de "Venture" é lançada para o espaço. A nave espacial sofre uma falha no motor e volta para a Terra, descendo desgovernadamente, mas Kara salva a nave com a ajuda do Superman. Eles descobrem que o alvo era Lena Luthor, a nova diretora executiva da Luthor Corp, depois que seu irmão, Lex, foi condenado. Em uma cerimônia onde Lena renomeia a empresa para "L-Corp", ela é atacada novamente por John Corben, o assassino. Alex tenta pará-lo enquanto Kara e Clark Kent tentam impedir que edifício da mais nova "L-Corp" desmorone. Corben revela que está trabalhando para Lex, então é morto por Lena. Kara escolhe ser uma repórter na CatCo, uma decisão apoiada por Cat Grant. Kara e James decidem continuar apenas amigos. Winn é formalmente contratado para trabalhar no DOE. Enquanto isso, Hank revela a Alex que foi ele quem encontrou a Kryptonita e decidiu guardá-la contra a vontade de Clark, que queria destruí-la. Em Cadmus, uma mulher misteriosa ressuscita Corben e o transforma em um ser chamado "Metallo". |              |                                                                      |                                |                                                                                                  |                         |                     |
| 22 | 2            | "The Last Children of Krypton" "(Os Últimos Filhos de Krypton)" (BR) | Glen Winter                    | Robert Rovner & Caitlin Parrish                                                                  | 17 de outubro de 2016   | 2.66                |
| Kara e Clark continuam trabalhando juntos em National City, até que ele decide retornar a Metropolis. No entanto, eles encontram Corben, que se transformou em protótipo cyborg do Projeto Cadmus chamado Metallo, que os desafia com a kryptonita da qual foi instalada em seu corpo. O DOE deduz que existe um infiltrado que contrabandeou kryptonita no passado. Em outro encontro com Corben, outro protótipo Metallo vai ataca Metropolis sem oposição. Alex encontra o infiltrado, que é morto pela líder do Projeto Cadmus, que pretende destruir alienígenas. Winn consegue construir um terno anti-kryptonita para Kara e Clark, que conseguem derrotar os Metallos com a ajuda de Alex e Hank. Kara promete a líder do Cadmus que irá encontrá-la. Hank entrega a kryptonita restante para Clark, que retorna a Metropolis. Enquanto isso, Cat apresenta Kara ao seu novo chefe, Snapper Carr, que não gosta dela e se recusa a lhe dar uma tarefa. Cat aconselha ela a resolver o problema sozinha e decide ir embora da CatCo para dar espaço para outras aventuras, dando seu lugar de chefe da empresa para James. Kara consegue provar seu valor a Snapper, que concorda em ensiná-la. No DOE, o homem alienígena recupera a consciência e ataca Kara. |              |                                                                      |                                |                                                                                                  |                         |                     |
| 23 | 3            | "Welcome to Earth" "(Bem-Vindo à Terra)" (BR)                        | Rachel Talalay                 | Jessica Queller & Derek Simon                                                                    | 24 de outubro de 2016   | 2.65                |
| O homem alienígena foge do DOE. Quando a presidente Olivia Marsdin chega em National City para assinar um ato reconhecendo os alienígenas, ela é atacada por um alienígena desconhecido com a habilidade de lançar globos de fogo, a quem Kara acredita ser o homem alienígena fugitivo. Alex conhece a detetive policial Maggie Sawyer na cena do crime, que a leva para um bar secreto frequentado por alienígenas. O DOE rastreia o homem fugitivo e Winn descobre que ele é de Daxam, o planeta vizinho de Krypton. Kara derrota o Daxamita e o prende no DOE. Kara se recusa a fazer qualquer coisa pelo Daxamita, sendo hostil por causa de suas lembranças raciais de Daxamitas e da rivalidade entre Kryptonianos e Daxamitas. Olivia Marsdin é atacada novamente, onde é revelado que o alienígena desconhecido é uma mulher. Kara, Alex e Maggie a derrotam. Mais tarde, Kara libera o Daxamita, que se apresenta como Mon-El. Ela diz a ele que a população de Daxam foi aniquilada e Daxam se transformou em um planeta deserto após a destruição de Krypton. Olivia Marsdin emite rapidamente um rosto de alienígena quando vai embora, sem o conhecimento dos membros do DOE. Enquanto isso, Kara entrevista Lena Luthor, que revela que a L-Corp inventou um dispositivo de detecção de alienígenas. No bar secreto de alienígenas, Hank conhece M'gann M'orzz, uma Marciana Verde. |              |                                                                      |                                |                                                                                                  |                         |                     |
| 24 | 4            | "Survivors" "(Sobreviventes)" (BR)                                   | James Marshall & James Bamford | Paula Yoo & Eric Carrasco                                                                        | 31 de outubro de 2016   | 2.22                |
| J'onn pede para Mon-El ficar no DOE até que ele seja totalmente examinado. Um alienígena é encontrado morto. O DOE rastreia o assassino, que é sequestrado por homens armados desconhecidos. Maggie Sawyer e Alex o seguem até um local secreto frequentado por pessoas de alto status político e econômico da qual é dirigido por uma mulher chamada Veronica Sinclair, também conhecida como Roulette, que obriga alienígenas a lutar uns com os outros, às vezes até a morte. Maggie e Alex vêem M'gann participando da luta, até que Kara intervém e acaba sendo atacada por um alienígena chamado Draaga. J'onn confronta M'gann, que percebe que ela se culpa por sobreviver à extinção de sua espécie. Mon-El dá a Kara uma dica sobre como ela pode derrotar Draaga. Veronica Sinclair captura J'onn e M'gann. Com a ajuda de Lena, Kara descobre o novo endereço do local secreto onde J'onn e M'gann são obrigados a lutar, mas eles se recusam a continuar e acabam sendo atacados por Draaga. Kara chega e o derrota, convencendo os outros alienígenas a não ficarem do lado de Veronica Sinclair. Veronica é presa, mas acaba sendo liberada por ordens de superiores. Alex convida Maggie para tomar uma bebida, mas a namorada de Maggie chega na hora. Kara decide treinar Mon-El. É secretamente revelado que M'gann é uma Marciana Branca. |              |                                                                      |                                |                                                                                                  |                         |                     |
| 25 | 5            | "Crossfire" "(Fogo Cruzado)" (BR)                                    | Glen Winter                    | Gabriel Llanas & Anna Musky-Goldwyn                                                              | 7 de novembro de 2016   | 2.47                |
| Um grupo de ladrões, liderado por Miner, começa a enfrentar Supergirl usando armas alienígenas. A Cadmus exige a revogação da Amnistia como solução. Kara deduz que foi a Cadmus que deu as armas alienígenas para o grupo de Miner. Lena dá uma festa, que é invadida e atacada por Miner e seus homens. Ela revela a Winn que a festa é uma emboscada para os bandidos e os dois ativam um dispositivo que destrói as armas alienígenas, levando os bandidos à prisão. Miner é morto pela Cadmus com um método telepático desconhecido. A líder da Cadmus se revela como Lilian, a mãe de Lena. Enquanto isso, Kara leva Mon-El para a CatCo para trabalhar, mas ele ignora suas ordens, levando-o a ser demitido. Alex convence Kara a deixá-lo escolher seu próprio caminho. James começa a operar como um vigilante na cidade. Winn descobre e tenta fazê-lo parar, mas depois decide ajudá-lo, com a intenção de fazer um traje para ele. Alex descobre que Maggie terminou com sua namorada. Alex a chama para um outro encontro, levando Maggie a deduzir que ela é lésbica. Mais tarde, Alex pensa sobre o assunto e acaba concluindo que Maggie tem razão. |              |                                                                      |                                |                                                                                                  |                         |                     |
| 26 | 6            | "Changing" "(Mudança)" (BR)                                          | Larry Teng                     | História por : Greg Berlanti Roteiro por : Andrew Kreisberg & Caitlin Parrish                    | 14 de novembro de 2016  | 2.35                |
| Na Noruega, um grupo de cientistas liderados pelo Dr. Jones encontra um lobo morto anormal, que causa os misteriosos assassinatos de todos os cientistas, exceto Jones, que, mais tarde, é revelado ter sido infectado por um parasita. O DOE descobre que Jones matou os outros cientistas. Kara se irrita com Mon-El quando ela descobre que ele está usando seus poderes para ganhar dinheiro. O DOE descobre o próximo alvo de Jones, então, Kara e J'onn tentam detê-lo. Jones drena seus poderes, tornando-se maior e mais forte, e foge deixando Kara e J'onn enfraquecidos e inconscientes. Alex convence M'gann a doar seu sangue para salvar a vida de J'onn. Jones ataca seu alvo novamente, mas Mon-El tenta impedi-lo. Com seu traje de super-herói pronto, James adota o alter-ego "Guardião" e chega para ajudar Mon-El a lutar com Jones. Kara recupera a consciência e ataca Jones com Plutônio-239. Quando Jones toca na substância, ele é sobrecarregado com energia e explode. James convence Winn a não contar para Kara sobre sua nova identidade como super-herói. Mon-El é sequestrado pela Cadmus. Enquanto isso, Alex conta para Kara sobre seus sentimentos por Maggie. Kara a incentiva a namorar Maggie, mas, mais tarde, Maggie revela a Alex que prefere manter apenas a amizade, o que a perturba. |              |                                                                      |                                |                                                                                                  |                         |                     |
| 27 | 7            | "The Darkest Place" "(O Lugar Mais Sombrio)" (BR)                    | Glen Winter                    | Robert Rovner & Paula Yoo                                                                        | 21 de novembro de 2016  | 2.61                |
| Um novo vigilante aparece em National City e começa a matar alguns dos criminosos que James deixa vivo. Mon-El tenta fugir da Cadmus, mas não tem sucesso. Lillian exige que Kara vá até a Cadmus, ameaçando matar Mon-El. Kara chega e é dominada pelo verdadeiro Hank Henshaw, que adquiriu uma força inexplicável. Hank apaga Kara e, secretamente, se revela como "Superman Ciborgue". Winn deduz que o vigilante tem como alvo os assassinos que foram exonerados. Winn encontra o próximo alvo, e James consegue derrotar o vigilante, que é preso. Kara descobre que a líder da Cadmus, Lillian, é mãe de Lena. Lillian obriga Kara a exaurir seus poderes, dando a Lillian a chance de conseguir amostras do sangue dela. Jeremiah salva Kara e Mon-El e os ajuda a fugir, mas decide ficar para trás. Kara finalmente aprova o Guardião enquanto Alex descobre sobre sua verdadeira identidade. Mon-El desenvolve sentimentos por Kara. Superman Ciborgue chega à Fortaleza da Solidão e usa o sangue de Kara para enganar o sistema, assim, fazendo-o reconhecê-lo como se fosse ela. Então, ele exige saber sobre o projeto "Medusa". Enquanto isso, J'onn começa a ter alucinações e descobre que M'gann é uma Marciana Branca, então, ele a prende no DOE. Ela o avisa que a transfusão o transformará em um Marciano Branco. Alex finalmente aceita Maggie como apenas uma amiga. |              |                                                                      |                                |                                                                                                  |                         |                     |
| 28 | 8            | "Medusa" "(Medusa)" (BR)                                             | Stefan Pleszczynski            | Jessica Queller & Derek Simon                                                                    | 28 de novembro de 2016  | 3.53                |
| No jantar de Ação de Graças, a família de Kara comemora o dia com Mon-El, Winn e James, quando, de repente, um portal dimensional abre no meio da sala. Superman Ciborgue libera um vírus no bar alienígena que mata todos eles, exceto Mon-El, que fica em quarentena por estar infectado. Eliza, a mãe adotiva de Kara, descobre que o vírus veio de Krypton e pode se espalhar mais ainda se demorar para ser tratado. Na Fortaleza da Solidão, Kara descobre que Superman Ciborgue foi atrás do projeto "Medusa", um vírus criado pelo pai de Kara para matar todos os alienígenas não-Kryptonianos em caso de uma invasão. Superman Ciborgue ataca a L-Corp procurando um isótopo necessário para espalhar mais ainda o vírus, mas Kara o impede. Alex assume ser lésbica para sua mãe, Eliza, que a apoia totalmente. Kara conta para Lena que Lillian é a líder da Cadmus e quer sua ajuda encontrá-la, mas Lena se recusa. Lena dá a Lillian o isótopo para que ela possa espalhar o vírus por toda a cidade. Kara e J'onn confrontam Lillian, Lena e Superman Ciborgue antes que o projeto Medusa seja lançado. J'onn luta com Superman Ciborgue e se transforma em um Marciano Branco, enquanto Kara tenta parar o projeto Medusa, mas não consegue. Medusa é lançado, mas falha, pois Lena trocou o verdadeiro isótopo por um falso para ganhar a confiança de Lillian. Lillian é presa, mas Superman Ciborgue consegue fugir. Mon-El é curado da infecção do vírus e Eliza usa o projeto Medusa para restaurar a forma de Marciano Verde de J'onn. Maggie e Alex se beijam depois de Maggie admitir que tem sentimentos por Alex. Uma raça alienígena desconhecida procura por Mon-El. Barry Allen e Cisco Ramon chegam de uma outra Terra para pedir a ajuda de Kara. Este episódio termina com uma cena que configura o crossover "Invasion!", que se inicia no episódio 8 da 3ª temporada de The Flash, continua no episódio 8 da 5ª temporada de Arrow e se conclui no episódio 7 da 2ª temporada de Legends of Tomorrow. |              |                                                                      |                                |                                                                                                  |                         |                     |
| 29 | 9            | "Supergirl Lives" "(Supergirl Vive)" (BR)                            | Kevin Smith                    | História por : Andrew Kreisberg Roteiro por : Eric Carrasco & Jess Kardos                        | 23 de janeiro de 2017   | 2.65                |
| Winn é espancado ao ajudar James, fazendo Winn acreditar que ainda não está apto para este trabalho. Kara começa a investigar um estranho caso de uma série de pessoas desaparecidas. O DOE rastreia os sequestros até um ensaio clínico falso, do qual é revelado estar sendo executado por alienígenas. Ao segui-los, Kara e Mon-El passam por um portal e entram no planeta Maaldoria, que é o centro do tráfico de escravos. Ao perceberem que não terão seus poderes por causa do sol vermelho de Maaldoria, os dois acompanham os sequestradores até uma fortaleza, onde são capturados intencionalmente e colocados na mesma cela que os outros. Eles descobrem que Roulette está envolvida no tráfico. Enquanto isso, J'onn revela que a atmosfera Maaldoriana é letal para Marcianos, o que faz Alex liderar a equipe de resgate, convencendo Winn a se juntar a ela. Kara inicia um tumulto; então, os prisioneiros prendem Roulette e seu cúmplice Maaldoriano na cela e fogem. Ao se reunirem com o DOE, eles chegam até o portal e voltam para a Terra. Winn aceita seu potencial, enquanto Mon-El, que os Maaldorianos intencionalmente deixaram fugir, decide se tornar um super-herói. É revelado que um grupo alienígena está à procura de Mon-El. Maggie conta para Alex que sabe sobre o alter-ego de Kara. |              |                                                                      |                                |                                                                                                  |                         |                     |
| 30 | 10           | "We Can Be Heroes" "(Nós Podemos Ser Heróis)" (BR)                   | Rebecca Johnson                | Caitlin Parrish & Katie Rose Rogers                                                              | 30 de janeiro de 2017   | 2.35                |
| Kara começa a treinar Mon-El. É anunciado que Leslie Willis fugiu da prisão. Kara e Mon-El tentam capturar a Curto-Circuito, então, é revelado que ela é outra mulher, que ataca a dupla com um homem Curto-Circuito. Mon-El ignora as instruções de Kara de proteger os civis ao invés de salvá-la. O Guardião chega e os ajuda. Os dois Curto-Circuitos fogem; e Kara descobre que James é o Guardião, repreendendo ele e Winn. Ela também fica com raiva de Mon-El por ter a protegido ao invés de proteger os outros. O DOE descobre que, na verdade, Leslie Willis foi sequestrada da prisão. Winn a localiza. James e Mon-El correm até o local para provarem que são capazes. A dupla é capturada pelo cientista, que drenou os poderes de Leslie, Então, o cientista os mantém como reféns. Kara chega e os salva, libertando Leslie e a convencendo a não matar o cientista, deixando-a fugir em troca. Kara rejeita a oferta de James de se unirem no vigilantismo. Mon-El confirma seus sentimentos por Kara. Enquanto isso, M'gann perde a consciência. J'onn concorda em se fundir com ela. Em uma memória compartilhada, ele a perdoa. Ela recupera a consciência; e J'onn a liberta. Então, ela revela que os Marcianos Brancos estão procurando por ela. |              |                                                                      |                                |                                                                                                  |                         |                     |
| 31 | 11           | "The Martian Chronicles" "(As Crônicas Marcianas)" (BR)              | David McWhirter                | Gabriel Llanas & Anna Musky-Goldwyn                                                              | 6 de fevereiro de 2017  | 2.43                |
| Kara fica chocada ao saber que, ao invés de celebrar o décimo terceiro aniversário de sua chegada à Terra, Alex decidiu ir a um show com Maggie. J'onn insiste em seguir M'gann para protegê-la, fazendo ela pensar se deve ou não ir embora da cidade para mantê-lo em segurança. Armek, o ex-companheiro de M'gann, chega na Terra com ordens para levá-la de volta para Marte para que ela seja executada, e lhe dá duas horas para se entregar, caso contrário, ele irá atrás de seus amigos. Com medo, J'onn decide levá-la para o DOE para mantê-la em segurança. No entanto, quando a verdadeira M'gann aparece, a outra revela ser Armek, que estava disfarçado, o que obriga J'onn a colocar o DOE em bloqueio. Assumindo a identidade de Winn, Armek inicia um colapso no núcleo do reator do prédio, enquanto outro Marciano Branco, que se passa por Alex, embosca Kara. J'onn e M'gann libertam os verdadeiros Winn e Alex e confrontam Armek, matando-o com uma estaca de metal. Winn corrige o reator a tempo, enquanto Alex consegue dominar o outro Marciano. Mais tarde, M'gann diz para J'onn que pretende voltar ao seu planeta para modificar seu povo; eles compartilham um momento de carinho e ela vai embora. Encorajada por Alex, Kara tenta convidar Mon-El para um encontro, mas acaba descobrindo que ele já está em um relacionamento com Eve. |              |                                                                      |                                |                                                                                                  |                         |                     |
| 32 | 12           | "Luthors" "(Luthors)" (BR)                                           | Tawnia McKiernan               | Robert Rovner & Cindy Lichtman                                                                   | 13 de fevereiro de 2017 | 2.52                |
| Depois que Lena é chamada para testemunhar contra a mãe, ela é encorajada por Kara a ir visitar Lillian e lhe dizer como ela se sente sobre ela. Um pacote de Kryptonita sintético é enviado para Corben; enquanto testemunha, ele ataca o tribunal e solta Lillian, que foge, apesar da intervenção de Kara. A polícia consegue falsos vídeos de Lena roubando a Kryptonita da L-Corp, então, eles a prendem por ser suspeita de ajudar Lillian. Corben é enviado para tirá-la da prisão, ferindo o Guardião ao fazer isto. As tentativas de Kara de defender Lena se tornam cada vez mais desaprovadas quando todos, incluindo J'onn e Winn, acreditam que Lena é culpada. Enquanto isso, Lillian leva Lena para uma instalação remota que foi criada por Lex antes de ele ser preso, e a obriga a acessar um estoque de armas alienígenas, uma das quais ela pega. Winn determina que a Kryptonita sintética está se tornando cada vez mais instável e logo explodirá. Kara quase não consegue salvar Lena antes de Corben se auto-destruir, enquanto Lillian e Superman Ciborgue fogem em um helicóptero. Lena, tendo descoberto que é, de fato, uma Luthor de sangue, reflete sobre seu relacionamento com sua família, especialmente com Lex. Kara e Mon-El confessam seus sentimentos pelo outro no apartamento de Kara, quando, de repente, um homem chamado Mxyzptlk chega e declara seu amor por Kara. |              |                                                                      |                                |                                                                                                  |                         |                     |
| 33 | 13           | "Mr. & Mrs. Mxyzptlk" "(Sr. & Sra. Mxyzptlk)" (BR)                   | Stefan Pleszczynski            | Jessica Queller & Sterling Gates                                                                 | 20 de fevereiro de 2017 | 2.24                |
| Mxyzptlk implora para Kara se casar com ele. Quando ela recusa, ele entende isso como um desafio. Mon-El sugere matar Mxyzptlk, pois essa era a única maneira de se livrar de seres como ele em Daxam, mas Kara insiste em encontrar uma maneira não-letal de se livrar dele. Mxyzptlk convoca Parasita para atacar National City, sabendo que isso atrairá Kara. Mon-El revela inadvertidamente que outra maneira de se livrar de seres como Mxyzptlk é fazê-los dizer ou soletrar seus nomes ao contrário. Mais tarde, Winn descobre um dispositivo na coleção do DOE que é conectado à energia da quinta dimensão, lugar de onde Mxyzptlk consegue seus poderes. Mon-El tenta usar este dispositivo para duelar com Mxyzptlk até a morte. Mxyzptlk, eventualmente, ganha vantagem e tenta matar Mon-El, mas Kara chega e concorda em se casar com Mxyzptlk. Mxyzptlk chega à Fortaleza da Solidão para o casamento, mas Kara chega e diz que não vai se casar com ele. Irritado, ele a ataca, mas ela para a batalha, bloqueando a fortaleza e ameaçando explodi-la. Mxyzptlk implora para ela dizer o código para parar a contagem regressiva, mas, depois de inserir o código, percebe que o código soletra seu nome ao contrário. Então, Mxyzptlk é derrotado. Mon-El e Kara decidem começar um relacionamento. Enquanto isso, Winn começa a namorar Lyra Strayd, uma alienígena do planeta Starhaven. |              |                                                                      |                                |                                                                                                  |                         |                     |
| 34 | 14           | "Homecoming" "(Volta Para Casa)" (BR)                                | Larry Teng                     | Caitlin Parrish & Derek Simon                                                                    | 27 de fevereiro de 2017 | 2.17                |
| O DOE recebe um alarme de uma escolta saindo da Cadmus. Kara e J'onn investigam e salvam Jeremiah, que afirma que a Cadmus criou uma bomba de fusão usando energia de sua visão de calor. Ele convence J'onn a colocá-lo de volta no DOE, fazendo Mon-El criar uma suspeita, o que causa um desacordo entre ele e Kara. Ele convence Winn a vigiar Jeremiah, que tenta acessar o banco de dados do DOE, alertando Winn. Depois de confrontar Jeremiah, Kara resiste em aceitar suas desculpas, enquanto Alex facilmente acredita nele. Winn localiza uma suposta bomba; mas o DOE não encontra nada no local. Então, J'onn, não conseguindo ler a mente de Jeremiah, percebe que ele está trabalhando para a Cadmus e se tornou ciberneticamente mais forte. Jeremiah domina J'onn e baixa as informações da estrutura principal do DOE antes de fugir. Kara e Alex enfrentam Jeremiah, Lillian e Henshaw; Kara se apressa para salvar os passageiros de um trem que a Cadmus colocou em perigo, enquanto Alex vai atrás dos três. Jeremiah foge devido à hesitação de Alex para atirar nele. Mais tarde, Winn determina que Jeremiah baixou a lista de todos os alienígenas do país. |              |                                                                      |                                |                                                                                                  |                         |                     |
| 35 | 15           | "Exodus" "(Êxodo)" (BR)                                              | Michael Allowitz               | Paula Yoo & Eric Carrasco                                                                        | 6 de março de 2017      | 2.16                |
| A Cadmus começa a sequestrar alienígenas. Kara pede para Snapper publicar um artigo sobre o assunto para avisar todos os alienígenas, mas ele insiste em saber a fonte. Como Supergirl, ela confirma, mas se recusa a revelar sua própria fonte, o que faz Snapper decidir não publicar o artigo. A obsessão de Alex por Jeremiah faz J'onn a suspender do DOE. Maggie decide ajudá-la a encontrar Jeremiah. Elas capturam uma equipe da Cadmus e rastreiam o local. Kara publica o aviso em um blog. Lena também descobre sobre o local antes de operários de Lillian tentarem matá-la, mas Kara os impede. Alex é capturada no local, onde Jeremiah revela que a Cadmus está planejando deportar os alienígenas para outro planeta com uma grande nave espacial. Com o aviso de Kara, Lillian decide deportar os alienígenas que ela já tem. Alex convence Jeremiah a ajudá-la a parar o lançamento. Enquanto ele contrata funcionários da Cadmus, ela entra na nave e solta os alienígenas, que são trancados por outro portão antes da nave começar a subir, programada para acelerar na velocidade da luz quando sair da atmosfera. Kara chega e consegue parar o nave. Snapper a demite da CatCo, enquanto Alex é reintegrada no DOE por J'onn. Os Daxamitas chegam na Lua. |              |                                                                      |                                |                                                                                                  |                         |                     |
| 36 | 16           | "Star-Crossed" "(Desafortunada)" (BR)                                | John Medlen                    | Katie Rose Rogers & Jess Kardos                                                                  | 20 de março de 2017     | 2.07                |
| Os Daxamitas exigem que os humanos entreguem Mon-El. Ele se rende, mas Kara o acompanha. Ela descobre que Mon-El era o Príncipe de Daxam; e que a nave é dirigida por seus pais, que lhe pedem para convencer o povo Daxamita a reconstruir Daxam. Kara se irrita com Mon-El por ele ter mentido. Ela volta para a Terra, e Mon-El a segue. Ele pede desculpas várias vezes, mas não é perdoado. Mais tarde, Kara termina seu namoro com ele. Mon-El exige que seus pais o deixem e vão embora da Terra. Enquanto isso, Winn e Lyra se infiltram em um museu de arte. Mais tarde, ele é preso por Maggie, que revela que Lyra roubou um quadro do museu. Alex convence Maggie a lhe dar 24 horas para provar a inocência de Winn. Eles encontram e capturam Lyra, que revela que seu irmão, Bastian, deve uma grande dívida para um contrabandista chamado Mandrax; e que vende os quadros para ele para libertar Bastian. Winn liberta Lyra; e os dois encontram Mandrax, que descobre que o quadro é falso. O Guardião e o DOE chegam, que prendem Mandrax e libertam Bastian. Mais tarde, Winn perdoa a desonestidade da Lyra. O DOE captura um novo alienígena, que hipnotiza Kara e foge para a Terra-1 para procurar Barry Allen. Então, Kara acorda em uma alucinação, onde é cantora. Este episódio termina com uma cena que configura um crossover no episódio 17 da 3ª temporada de The Flash. |              |                                                                      |                                |                                                                                                  |                         |                     |
| 37 | 17           | "Distant Sun" "(Sol Distante)" (BR)                                  | Kevin Smith                    | Gabriel Llanas & Anna Musky-Goldwyn                                                              | 27 de março de 2017     | 2.21                |
| Kara é atacada por uma série de caçadores de recompensas alienígenas. Mon-El começa a suspeitar de que seus pais estão por trás disto, na esperança de que ele abandone a Terra se Kara estiver morta. Sua suspeita é confirmada depois que J'onn, telepaticamente, interroga um dos caçadores de recompensas. Kara sugere que ela e Mon-El se encontrem com Rhea, a mãe dele, para tentar convencê-la a deixá-lo ficar na Terra. No entanto, Rhea se recusa a ouvir Kara e tenta matá-la usando Kryptonita. Mon-El aceita ir embora da Terra se Rhea poupar a vida de Kara. Desobedecendo as ordens de Olivia Marsdin, J'onn ajuda Kara a resgatar Mon-El da nave de seus pais, e, depois de uma batalha violenta, o Rei Lar Gand concorda em deixar Mon-El ficar na Terra. É revelado que Olivia Marsdin é uma alienígena. Rhea mata Lar Gand, alegando que ele a traiu ao deixar Mon-El ficar na Terra. Então, ela promete voltar para Terra para recuperar Mon-El. Enquanto isso, depois de um encontro com a ex-namorada de Maggie, Alex descobre que Maggie não lhe contou que traiu a mulher, o que leva a uma discussão franca, fazendo com que Alex peça para Maggie confiar nela em relação aos seus segredos. |              |                                                                      |                                |                                                                                                  |                         |                     |
| 38 | 18           | "Ace Reporter" "(Repórter Craque)" (BR)                              | Armen V. Kevorkian             | Paula Yoo & Caitlin Parrish                                                                      | 24 de abril de 2017     | 1.80                |
| Lena convida Kara para uma conferência de imprensa realizada por seu ex-namorado, Jack Spheer, que divulga a Biomax, uma nova tecnologia nanorrobótica que pode curar doenças humanas. Após a conferência, Kara é abordada e descobre que os testes humanos da Biomax são falsos, mas sua fonte de informações é morta pelos nanorrobôs antes que ela consiga saber mais sobre o assunto. Kara e Mon-El aparecem no jantar de Lena e Jack, e levam a carteira de Jack para o escritório dele, onde descobrem um vídeo que mostra Jack injetando a Biomax em si mesmo. Mais tarde, Kara mostra o vídeo para Lena, que confronta Jack e descobre que ele está sendo controlado por sua diretora financeira, Beth Breen, descobrindo também que o efeito colateral dos nanorrobôs é a perda do livre arbítrio. Então, Supergirl chega e salva Lena; mas, quando os nanorrobôs prendem Supergirl, Lena é obrigada a desativá-los, matando Jack ao fazer isso. Beth Breen é presa; e Snapper contrata Kara novamente na CatCo para escrever a história da Biomax. Lena é visitada por Rhea. Enquanto isso, Winn leva Lyra para o time dele e do Guardião, o que causa conflitos que fazem Lyra sair do time. James a aceita novamente no time com a condição de que ela siga suas instruções. |              |                                                                      |                                |                                                                                                  |                         |                     |
| 39 | 19           | "Alex" "(Alex)" (BR)                                                 | Rob Greenlea                   | Eric Carrasco & Greg Baldwin                                                                     | 1 de maio de 2017       | 1.75                |
| Alex é sequestrada por uma pessoa que exige a libertação de Peter Thompson da prisão, que está cumprindo uma sentença de prisão perpétua por vários crimes. O sequestrador é identificado como Rick Malverne, filho de Peter Thompson, e também um amigo de infância da família Danver, que deduziu o alter-ego de Kara sozinho. Rick é capturado e levado para o DOE. Alex envia um local para Winn. Então, ele informa Kara, que corre até o local. No entanto, ao chegar lá, Kara descobre que o local é uma fraude, o que dispara um alarme, fazendo com que a água comece a encher a cela de Alex. Enquanto o DOE e Kara se recusam a negociar com Rick, Maggie solta Peter Thompson da prisão, mas os dois são confrontados por Kara, que convence Peter a revelar a localização de Alex. Kara e Maggie conseguem salvar Alex a tempo. J'onn decide limpar a memória de Rick. Enquanto isso, Rhea entrega para Lena os esquemas de um dispositivo de alta tecnologia para transportar matéria. Rapidamente, Lena deduz que Rhea é uma alienígena e se irrita; mas Rhea consegue convencê-la a continuar trabalhando com ela. |              |                                                                      |                                |                                                                                                  |                         |                     |
| 40 | 20           | "City of Lost Children" "(A Cidade de Crianças Perdidas)" (BR)       | Ben Bray                       | História por : Robert Rovner Roteiro por : Gabriel Llanas & Anna Musky-Goldwyn                   | 8 de maio de 2017       | 1.88                |
| James fica desanimado em ser o Guardião quando percebe que as pessoas que ele ajuda têm medo dele. O DOE investiga uma mulher Phoriana que usa seus poderes de telecinésia para causar tumultos. James rastreia seu filho, Marcus, que se recusa a falar com alguém além de James, que passa seu tempo criando laços com ele. Com o encorajamento de Rhea, Lena completa o transportador de matéria, que Rhea ativa, fazendo com que Marcus quase destrua o escritório com seus poderes. Mais tarde, o DOE descobre o envolvimento entre Rhea e Lena; e que o "ataque" da mãe de Marcus não era intencional de sua parte. Marcus leva James e Winn até sua mãe, que está com um grande grupo de Phorianos. Rhea reativa o transportador, fazendo com que os Phorianos percam o controle. James consegue acalmar Marcus, que acalma os outros. Kara, J'onn e Mon-El tentam desligar o transportador, mas não conseguem. Mon-El confronta Rhea, mas não consegue matá-la. O transportador traz uma grande frota de naves Daxamitas para conquistar a Terra e transformá-la na "Nova Daxam". Então, Rhea se teletransporta para sua nave, junto com Mon-El e Lena. |              |                                                                      |                                |                                                                                                  |                         |                     |
| 41 | 21           | "Resist" "(Resistir)" (BR)                                           | Millicent Shelton              | Jessica Queller & Derek Simon                                                                    | 15 de maio de 2017      | 1.93                |
| Os Daxamitas iniciam uma grande invasão em National City, matando e prendendo pessoas. Eles também atacam o DOE, mas Alex e Winn conseguem fugir. Mon-El descobre que precisa se casar com Lena para unir as pessoas da Terra com as pessoas de Daxam. No Air Force One, Olivia Marsdin e Cat Grant entram em contato com Rhea, e exigem que ela vá embora, mas a frota Daxamita as ataca. Kara salva Cat, e as duas descobrem que Olivia Marsdin é uma alienígena, uma refugiada do planeta Durla. Ela ordena que o DOE destrua a nave-mãe Daxamita com um canhão especial. Hesitante em fazer isso, Kara procura pela Cadmus para encontrar uma maneira de entrar na nave. Cat e Winn encenam uma distração, encorajando um grupo de pessoas a não temerem os Daxamitas; enquanto Kara, Hank e Lillian usam um projetor da Zona Fantasma para embarcar na nave. Alex e Maggie recuperam o controle do canhão, enquanto a família Luthor foge e desativa o projetor. Tendo previsto isso, Supergirl consegue enviar Mon-El para National City e decide ir enfrentar Rhea, que revela que tomou controle de Superman, fazendo-o atacar Kara. |              |                                                                      |                                |                                                                                                  |                         |                     |
| 42 | 22           | "Nevertheless, She Persisted" "(Mesmo Assim, Ela Persistiu)" (BR)    | Glen Winter                    | História por : Andrew Kreisberg & Jessica Queller Roteiro por : Robert Rovner & Caitlin Parrish  | 22 de maio de 2017      | 2.12                |
| É revelado que Rhea usou Kryptonita de Prata para manipular os sentidos de Kal, fazendo-o enxergar Kara como o General Zod. Mais tarde, Kara domina Kal e o leva para a Fortaleza, onde Kal, que agora está recuperado, encontra um jeito de acabar com a guerra. Kara desafia Rhea para o Dakkam Ur, um ritual antigo em que dois líderes lutam e o perdedor perde a guerra. Então, Rhea aceita o desafio. Lillian ajuda Lena a construir um dispositivo capaz de soltar chumbo, que é letal para Daxamitas, incluindo Mon-El. Com a aprovação de Mon-El, Kara diz para o DOE usar o dispositivo se ela perder. Durante a luta, Rhea começa uma invasão novamente. J'onn acorda e se junta à batalha. M'gann retorna com outros Marcianos Brancos do bem, que lutam com alguns Daxamitas. Quando Rhea diz que não vai parar a invasão, mesmo se ela perder, Kara usa o dispositivo, que mata Rhea e obriga a frota de Daxamitas a ir embora. Antes de Mon-El ser atingido, Kara o coloca em uma cápsula e o envia para longe da Terra. Cat reassume sua posição na CatCo; enquanto Alex pede Maggie em casamento. No espaço, a cápsula de Mon-El é arrastada para um buraco negro. Em flashbacks de quando Krypton foi destruído, uma facção desconhecida envia outro bebê para a Terra para "reinar". |              |                                                                      |                                |                                                                                                  |                         |                     |

## Elenco e personagens
| - Melissa Benoist como Kara Zor-El / Kara Danvers / Supergirl - Mehcad Brooks como James Olsen / Guardião - Chyler Leigh como Alex Danvers - Jeremy Jordan como Winslow "Winn" Schott, Jr. - Floriana Lima como Maggie Sawyer - Chris Wood como Mon-El / Mike Matthews - David Harewood como J'onn J'onzz / Caçador de Marte e Hank Henshaw / Superman Ciborgue | - Andrea Brooks como Eve Teschmacher - Brenda Strong como Lillian Luthor - Calista Flockhart como Cat Grant - Ian Gomez como Snapper Carr - Katie McGrath como Lena Luthor - Tyler Hoechlin como Kal-El / Clark Kent / Superman - Sharon Leal como M'gann M'orzz / Miss Marte - Tamzin Merchant como Lyra Strayd - Teri Hatcher como Rainha Rhea |

### Convidados
- Frederick Schmidt como John Corben / Metallo[33]
- Rich Ting como Gilcrist / Metallo[34]
- Lynda Carter como Olivia Marsdin[35][36]
- Nadine Crocker como Scorch[37]
- Dichen Lachman como Veronica Sinclair / Roleta[38]
- William Mapother como Rudy Jones / Parasita]][39]
- Dean Cain como Jeremiah Danvers[40]
- Victor Zinck, Jr. como Phillip Karnowsky / Barrage[41]
- Grant Gustin como Barry Allen / Flash[42]
- Carlos Valdes como Cisco Ramon / Vibro[42]
- Harley Quinn Smith como Izzy Williams[43]
- Ian Butcher como Lionel Luthor[44]
- Aidan Fink como Lex Luthor[45]
- Peter Gadiot como Mister Mxyzptlk[46]
- Kevin Sorbo como Rei Lar Gand[47][32]
- Darren Criss como Maestro de Música[48]
- Rahul Kohli como Jack Spheer[49]
- Lonnie Chavis como Marcus[50]
- Mark Gibbon como General Zod[51]

## Produção

### Desenvolvimento
Em 12 de maio de 2016, a Warner Bros. Television anunciou que Supergirl havia sido renovada para uma segunda temporada de 22 episódios e seria transferida para a The CW da CBS. Ali Adler e Andrew Kreisberg foram os showrunners da temporada.  Também foi anunciado que, começando com esta temporada, a produção seria transferida de Los Angeles para Vancouver.

### Roteiro
Na segunda temporada, Kara Danvers / Supergirl e James Olsen encerram seu relacionamento amoroso, em favor de manter um relacionamento platônico. Kreisberg disse em relação a esta decisão, "Nós percebemos que as melhores cenas entre [Kara e James] eram apenas as cenas agradáveis e doces em que eles estavam sendo amigos." Ele também disse que enquanto o tema da primeira temporada era "como Kara se tornou Supergirl?", O tema da segunda seria "como Supergirl se tornou Kara?". Kriesberg disse que outro tema da temporada foi "sobre se tornar quem você é", como Winn Schott se tornando quem é ao ingressar no Departamento de Operações Extranormais (DEO) e J'onn J'onzz abraçando a persona do Caçador de Marte, que ele passou 300 anos ocultando, mas não precisa mais fazê-lo. A temporada é dividida em duas metades, cada uma com sua própria história de "grande mal": Projeto Cadmus serve como o "grande mal" da primeira metade, e Rainha Rhea para a segunda metade.
A temporada estabelece que Alex Danvers é gay, com Maggie Sawyer sendo sua parceira. Chyler Leigh, que interpreta Alex, explicou, "não é como se fosse uma coisa que de repente está transbordando, é uma descoberta para ela". Ela acrescentou: "Você tem tantas histórias [...] em que as pessoas já estão estabelecidas como gays, lésbicas, bi [sexuais]; essas são pessoas que estão vindo assim" e descreveu a segunda temporada como uma "grande oportunidade para mostre a alguém quem está descobrindo, o momento da lâmpada e juntando as peças do quebra-cabeça." Enquanto a primeira temporada mostrou que o DEO opera em uma caverna isolada localizada" no meio do nada ", a segunda temporada mostra que o A DEO mudou-se para sua outra base, um arranha-céu em National City. Kreisberg explicou que a equipe criativa da Supergirl "se apaixonou" pela configuração da caverna do DEO, dizendo "Foi legal no começo, e só por algum motivo parecia que não estava juntando tudo", daí o motivo para mudar para a configuração de arranha-céu.

### Escolha do elenco
Melissa Benoist, Mehcad Brooks, Chyler Leigh, Jeremy Jordan e David Harewood voltam da primeira temporada como Kara Danvers / Supergirl, James Olsen, Alex Danvers, Winn Schott e J'onn J'onzz / Caçador de Marte, respectivamente. Eles se juntaram a Chris Wood e Floriana Lima, interpretando Mon-El e Maggie Sawyer, respectivamente. Harewood também retrata Hank Henshaw, que se torna a versão do Superman Ciborgue desta série. A temporada estabelece Olsen como o vigilante Guardião, ao contrário dos quadrinhos em que Jim Harper é o vigilante. Os produtores decidiram retratar Sawyer como um latino para a série, ao contrário dos quadrinhos onde ela é uma loira branca; no entanto, a homossexualidade do personagem foi mantida para a série.
Com a mudança da produção para Vancouver, não ficou claro se Calista Flockhart, que interpretou Cat Grant na primeira temporada, permaneceria com a série, já que seu contrato original estipulava que ela trabalhasse perto de sua casa em Los Angeles. O presidente da CW, Mark Pedowitz, disse que Flockhart queria continuar com a série e que "Estamos em discussões contínuas ... estamos felizes por tê-la em [qualquer função] que funcione." Flockhart finalmente chegou a um acordo para ser recorrente na segunda temporada. Andrea Brooks originalmente fez o teste para o papel de Sawyer, embora ela mesma tenha admitido que não sentiu que o papel seria um "bom ajuste". Posteriormente, ela recebeu um novo roteiro para uma audição para o papel de Janice. Tendo ganhado o papel, não foi até que ela recebeu o roteiro do primeiro episódio que ela descobriu que estaria de fato interpretando o papel recorrente de Eve Teschmacher. O nome do personagem é uma referência a um personagem de mesmo nome interpretado por Valerie Perrine em Superman (1978) e sua sequência de 1980.

### Design
Tyler Harron trabalhou como designer de produção para a temporada. Com a mudança da produção de Los Angeles para Vancouver, Harron decidiu pegar elementos dos sets existentes e reconstruí-los em Vancouver do zero, em vez de embalar os sets como CatCo e Kara Danver's loft, enviá-los para Vancouver e reconstruí-los lá . Isso foi feito devido à dificuldade de ter equipes separadas para enviar os conjuntos para Vancouver e desempacotá-los lá. O loft de Kara foi projetado para parecer quase exatamente como era na primeira temporada, enquanto CatCo foi substancialmente redesenhado.

### Filmagens
A segunda temporada foi filmada em Vancouver, ao invés de Los Angeles, onde a primeira temporada foi filmada. Isso foi feito para reduzir os altos custos de produção da série, um dos problemas que deixou a CBS receosa de renovar a série em sua rede. Kriesberg explicou que "teria começado a parecer muito pequeno" se a produção tivesse continuado em Los Angeles, e que eles optaram por se mudar para Vancouver para filmar em suas locações ao ar livre, em vez de continuar enfrentando as restrições de filmar principalmente dentro do estúdio em Los Angeles. Pedowitz disse que a mudança da série para Vancouver fez cruzamentos com outra série de super-heróis da The CW, The Flash, "mais fácil de facilitar" já que a série também filma em Vancouver. As filmagens para a temporada começaram em julho de 2016, e terminaram em abril de 2017.

### Música
A pontuação para a temporada foi composta por Blake Neely.
| Lista de faixas |                                            |         |  |
| N.º             | Título                                     | Duração |  |
| 1.              | "Superman"                                 | 2:17    |  |
| 2.              | "Famous Cousins Working Together"          | 2:01    |  |
| 3.              | "First Day as a Reporter"                  | 2:14    |  |
| 4.              | "Goodbye to Cat"                           | 2:05    |  |
| 5.              | "Fighting Fire with Fire"                  | 2:45    |  |
| 6.              | "Cage Fighting Aliens"                     | 2:22    |  |
| 7.              | "Mon-El’s First Day as an Intern"          | 1:19    |  |
| 8.              | "Always a Sidekick"                        | 2:17    |  |
| 9.              | "Roulette / Thing from Another Planet"     | 2:46    |  |
| 10.             | "Guardian"                                 | 2:37    |  |
| 11.             | "Alex Tells Maggie"                        | 1:32    |  |
| 12.             | "Virus Threat"                             | 3:07    |  |
| 13.             | "Sense About Her"                          | 2:46    |  |
| 14.             | "Star-Crossed Martians"                    | 3:14    |  |
| 15.             | "Mind Meld"                                | 3:15    |  |
| 16.             | "The Luthors"                              | 3:09    |  |
| 17.             | "Mxyzptlk"                                 | 2:45    |  |
| 18.             | "Duel with Mxyzptlk"                       | 3:04    |  |
| 19.             | "Cadmus"                                   | 1:39    |  |
| 20.             | "All I Thought About"                      | 2:53    |  |
| 21.             | "Saving Her Sister and the Ark"            | 2:48    |  |
| 22.             | "Mon-El’s True History"                    | 3:58    |  |
| 23.             | "Why Are You Doing This?"                  | 2:58    |  |
| 24.             | "Almost Losing Alex"                       | 2:01    |  |
| 25.             | "Jimmy Bonds with Marcus"                  | 2:31    |  |
| 26.             | "Daxamites Invade"                         | 1:52    |  |
| 27.             | "Forcing a Marriage"                       | 1:54    |  |
| 28.             | "Fighting Superman"                        | 2:47    |  |
| 29.             | "Releasing the Lead / Mon-El Says Goodbye" | 3:35    |  |
| 30.             | "I Am So Proud of You"                     | 1:49    |  |
| 31.             | "Thirty Five Years Ago"                    | 1:23    |  |

### Ligações com o Universo Arrow
O episódio "Medusa" termina com uma cena em que Barry Allen e Cisco Ramon da Terra-1 chegam ao loft de Kara pedindo sua ajuda para um problema em sua Terra, configurando assim o evento crossover do Universo Arrow, "Invasão!" que começa no episódio 8 da 3ª temporada de The Flash, continua no episódio 8 da 5ª temporada de Arrow e termina no episódio 7 da 2ª temporada de Legends of Tomorrow. Da mesma forma, o episódio "Star-Crossed" termina com o Maestro da Música hipnotizando Kara e fugindo para a Terra-1 para fazer o mesmo com Barry, iniciando assim os eventos do episódio "Duet" da 3ª temporada de The Flash.

## Lançamento

### Exibição
A temporada começou a ser exibida na The CW em 10 de outubro de 2016, nos Estados Unidos, e terminou em 22 de maio de 2017.

### Mídia doméstica
A temporada foi lançada em DVD na Região 2 em 21 de agosto de 2017, em DVD e Blu-ray na Região 1 em 22 de agostoe DVD na Região 3 em 23 de agosto.

## Recepção

### Audiência
| №  | Título                         | Exibição original       | Rating/share (18–49) | Audiência (em milhões) | DVR (18–49) | Audiência em DVR (milhões) | Total (18–49) | Audiência total (em milhões) |
| -- | ------------------------------ | ----------------------- | -------------------- | ---------------------- | ----------- | -------------------------- | ------------- | ---------------------------- |
| 1  | "The Adventures of Supergirl"  | 10 de outubro de 2016   | 1.1/3                | 3.06                   | N/A         | N/A                        | N/A           | N/A                          |
| 2  | "The Last Children of Krypton" | 17 de outubro de 2016   | 0.9/3                | 2.66                   | 0.6         | 1.42                       | 1.5           | 4.08                         |
| 3  | "Welcome to Earth"             | 24 de outubro de 2016   | 0.8/3                | 2.65                   | N/A         | 1.37                       | N/A           | 4.03                         |
| 4  | "Survivors"                    | 31 de outubro de 2016   | 0.6/2                | 2.22                   | 0.6         | 1.59                       | 1.2           | 3.80                         |
| 5  | "Crossfire"                    | 7 de novembro de 2016   | 0.7/3                | 2.47                   | 0.7         | 1.71                       | 1.4           | 4.18                         |
| 6  | "Changing"                     | 14 de novembro de 2016  | 0.7/3                | 2.35                   | 0.6         | 1.42                       | 1.3           | 3.85                         |
| 7  | "The Darkest Place"            | 21 de novembro de 2016  | 0.9/3                | 2.61                   | 0.5         | 1.35                       | 1.4           | 3.98                         |
| 8  | "Medusa"                       | 28 de novembro de 2016  | 1.1/4                | 3.53                   | 0.8         | 1.76                       | 1.9           | 5.29                         |
| 9  | "Supergirl Lives"              | 23 de janeiro de 2017   | 0.8/3                | 2.65                   | 0.5         | 1.48                       | 1.3           | 4.13                         |
| 10 | "We Can Be Heroes"             | 30 de janeiro de 2017   | 0.7/3                | 2.35                   | 0.5         | 1.40                       | 1.2           | 3.75                         |
| 11 | "The Martian Chronicles"       | 6 de fevereiro de 2017  | 0.7/3                | 2.43                   | N/A         | 1.38                       | N/A           | 3.81                         |
| 12 | "Luthors"                      | 13 de fevereiro de 2017 | 0.8/3                | 2.52                   | N/A         | N/A                        | N/A           | N/A                          |
| 13 | "Mr. & Mrs. Mxyzptlk"          | 20 de fevereiro de 2017 | 0.7/3                | 2.24                   | N/A         | 1.30                       | N/A           | 3.54                         |
| 14 | "Homecoming"                   | 27 de fevereiro de 2017 | 0.7/3                | 2.17                   | N/A         | N/A                        | N/A           | N/A                          |
| 15 | "Exodus"                       | 6 de março de 2017      | 0.7/3                | 2.16                   | 0.5         | 1.28                       | 1.2           | 3.46                         |
| 16 | "Star-Crossed"                 | 20 de março de 2017     | 0.6/2                | 2.07                   | 0.6         | 1.43                       | 1.2           | 3.50                         |
| 17 | "Distant Sun"                  | 27 de março de 2017     | 0.7/3                | 2.21                   | N/A         | 1.28                       | N/A           | 3.49                         |
| 18 | "Ace Reporter"                 | 24 de abril de 2017     | 0.5/2                | 1.80                   | N/A         | N/A                        | N/A           | N/A                          |
| 19 | "Alex"                         | 1 de maio de 2017       | 0.5/2                | 1.75                   | 0.4         | 1.26                       | 0.9           | 3.00                         |
| 20 | "City of Lost Children"        | 8 de maio de 2017       | 0.6/3                | 1.88                   | N/A         | 1.19                       | N/A           | 3.07                         |
| 21 | "Resist"                       | 15 de maio de 2017      | 0.5/2                | 1.93                   | 0.5         | 1.29                       | 1.0           | 3.22                         |
| 22 | "Nevertheless, She Persisted"  | 22 de maio de 2017      | 0.6/2                | 2.12                   | 0.5         | 1.19                       | 1.1           | 3.31                         |

### Resposta Crítica
A avaliação do site Rotten Tomatoes deu para a temporada um índice de 92% de aprovação dos críticose com uma classificação média de 7,91/10 baseado em baseado em 19 comentários. O consenso do site disse: "A chegada do primo mais famoso em Supergirl não diminui em nada a liderança do programa, que continua a entregar força, ação e capacidade de compreensão."O Metacritic, que usa uma média ponderada, atribuiu uma pontuação de 75/100 com base em comentários de 33 críticos, indicando O Metacritic, que usa uma média ponderada, atribuiu uma pontuação de 81/100 com base em comentários de 4 críticos, indicando indicando "aclamação universal".
Jesse Schedeen, do IGN, avaliou a temporada 7,3 de 10, dando o veredicto: "De muitas maneiras, Supergirl melhorou em sua segunda temporada conforme o programa mudou para a The CW e reforçou seu já sólido elenco com vários novos favoritos. Esta temporada não só parecia melhor, conseguiu misturar conflitos sobre-humanos épicos com drama de personagens muito real e autêntico e um status quo marcado por muito sentimento anti-alienígena em National City. Mas nem todos os personagens se beneficiaram com as mudanças nesta temporada, e nem todas as temporadas remanescentes Um problema foi resolvido. E enquanto a temporada como um todo tinha mais elementos bons do que ruins, o trio final de episódios sem brilho conseguiu terminar o ano com uma nota realmente ruim." Evan Valentine da Collider classificou a temporada em décimo lugar em sua lista das melhores e piores séries de televisão de super-heróis de 2017, escrevendo: "Supergirl é uma valente em um mar de programas de super-heróis, não necessariamente se destacando, mas nunca sendo terrível. Melissa Benoist ainda faz um trabalho fantástico de retratar aparentando "a Garota de Aço", mas estamos atingindo os níveis de drama de Smallville com o resto dos personagens ". O escritor do PopMatters, James Plath, classificou a temporada com 7 de 10 estrelas.
| Ano  | Prêmio              | Categoria                                     | Nomeado(s)                   | Resultado | Ref.            |
| ---- | ------------------- | --------------------------------------------- | ---------------------------- | --------- | --------------- |
| 2017 | GLAAD Awards        | Outstanding Drama Series                      | Supergirl                    | Indicado  | [ 101 ]         |
| 2017 | Kids' Choice Awards | Favorite TV Show – Family Show                | Supergirl                    | Indicado  | [ 102 ]         |
| 2017 | Saturn Awards       | Best Actress on Television                    | Melissa Benoist              | Venceu    | [ 103 ]         |
| 2017 | Saturn Awards       | Best Guest Performance in a Television Series | Tyler Hoechlin               | Indicado  | [ 103 ]         |
| 2017 | Saturn Awards       | Best Superhero Adaptation Television Series   | Supergirl                    | Venceu    | [ 103 ]         |
| 2017 | Saturn Awards       | Best Supporting Actor on Television           | Mehcad Brooks                | Indicado  | [ 103 ]         |
| 2017 | Teen Choice Awards  | Choice Action TV Actor                        | Chris Wood                   | Indicado  | [ 104 ] [ 105 ] |
| 2017 | Teen Choice Awards  | Choice Action TV Actress                      | Melissa Benoist              | Venceu    | [ 104 ]         |
| 2017 | Teen Choice Awards  | Choice Action TV Show                         | Supergirl                    | Indicado  | [ 104 ]         |
| 2017 | Teen Choice Awards  | Choice Liplock                                | Melissa Benoist e Chris Wood | Indicado  | [ 104 ]         |
| 2017 | Teen Choice Awards  | Choice TV Ship                                | Melissa Benoist e Chris Wood | Indicado  | [ 104 ]         |
| 2017 | Teen Choice Awards  | Choice TV Villain                             | Teri Hatcher                 | Indicado  | [ 104 ]         |